# César Yanis
César Augusto Yanis Velasco (Panama, 28 gennaio 1996) è un calciatore panamense, centrocampista del Cobresal, in prestito dal San Carlos, e della nazionale panamense.

## Carriera

### Club
Ha giocato nella prima divisione dei campionati panamense, costaricano e cileno e nella seconda divisione spagnola.

### Nazionale
Nel 2020 ha esordito in nazionale. In seguito viene convocato per la CONCACAF Gold Cup 2021.